# La Izquierda en el Parlamento Europeo-GUE/NGL
La Izquierda en el Parlamento Europeo-GUE/NGL o simplemente La Izquierda-GUE/NGL (anteriormente Grupo Confederal de la Izquierda Unitaria Europea/Izquierda Verde Nórdica), es un grupo parlamentario socialista y comunista del Parlamento Europeo, compuesto por el Partido de la Izquierda Europea, la Izquierda Verde Nórdica, el Partido Comunista Portugués, el partido irlandés Sinn Féin y los partidos españoles Podemos y EH Bildu. En la actualidad, sus portavoces son Martin Schirdewan y Manon Aubry. Recibe su nombre actual desde enero de 2021.

## Historia
Durante años, varios partidos de la izquierda anticapitalista han trabajado juntos en un mismo grupo del Parlamento Europeo, fundando como el Grupo Comunista (COM). En 1989, cuatro: 
- el Partido Comunista Italiano (PCI),
- Izquierda Unida (IU) de España,
- el Partido Popular Socialista (SF) de Dinamarca
- y Synaspismós (SYN) de Grecia,

decidieron formar la Izquierda Unitaria Europea (GUE). Cuando el PCI hizo el cambio al Partido Democrático de la Izquierda, decidieron salir de este grupo y unirse a la Internacional Socialista en 1991 y al Grupo Socialista en el Parlamento Europeo.

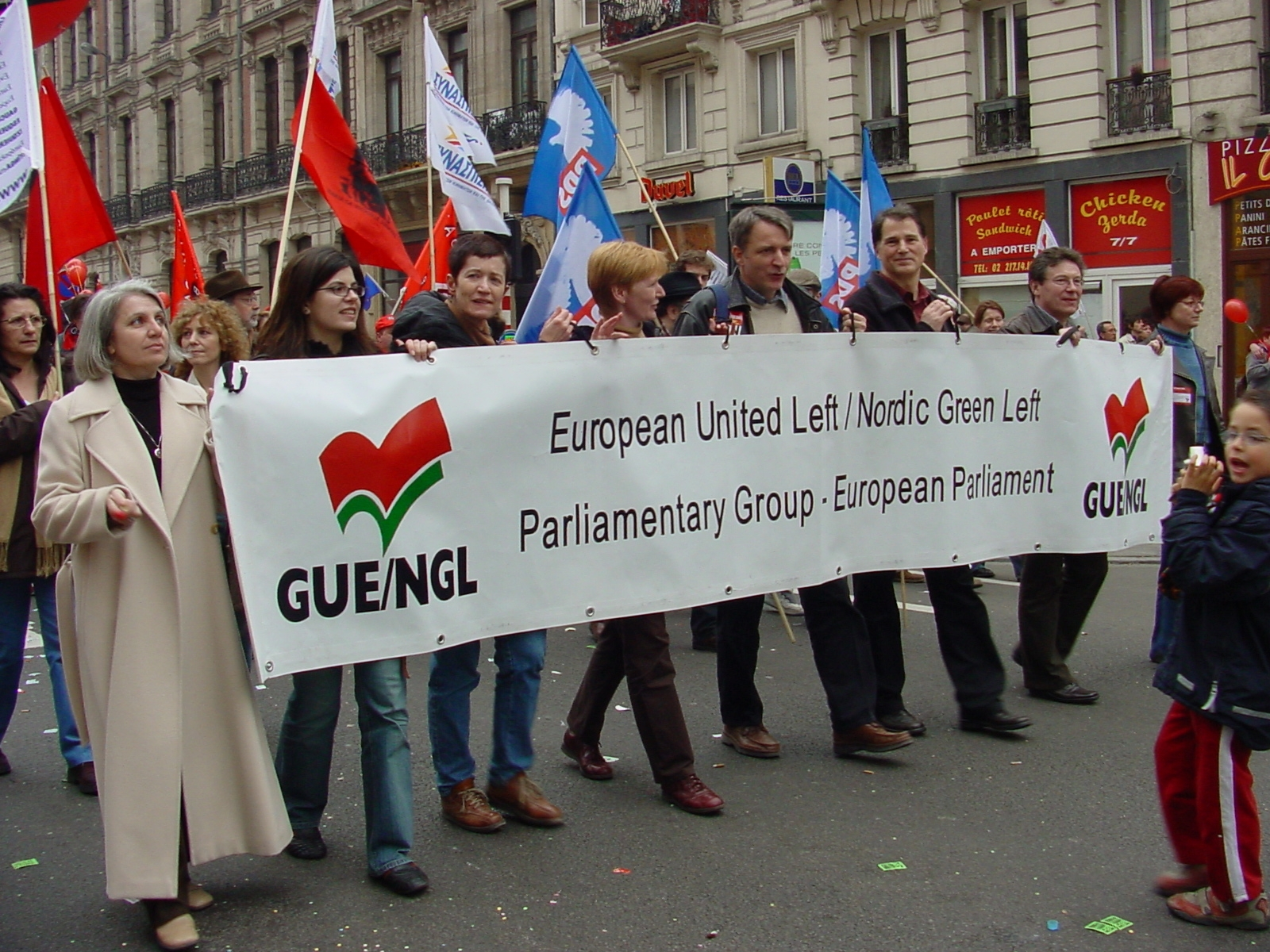
Manifestación del GUE-NGL en Bruselas. Marzo de 2005.

La alianza, ampliada a otros partidos, se estableció como un grupo político al comienzo de la IV legislatura del parlamento en 1994 bajo el nombre de Grupo Confederal de la Izquierda Unida Europea (GUE). Los fundadores fueron: 
- Izquierda Unida (IU) de España,
- el Partido Comunista Francés (PCF),
- el Partido de la Refundación Comunista (PRC) de Italia,
- el Partido Comunista Portugués (PCP),
- y Partido Comunista Griego (KKE)
- y Synaspismós (SYN) de Grecia.

Con el ingreso a la Unión Europea (UE) de los países nórdicos y Austria en enero de 1995, se incluyeron: el Partido de la Izquierda (VP) de Suecia y la Alianza de la Izquierda (VAS) de Finlandia. Al mismo tiempo el Partido Popular Socialista (SF) de Dinamarca junto con los partidos de Suecia y Finlandia formaron la Izquierda Verde Nórdica (NGL).
El conjunto se llamó Grupo Confederal Izquierda Unitaria Europea - Izquierda Verde Nórdica, (Confederal Group of the European United Left/Nordic Green Left) con el acrónimo de GUE/NGL.
Algunos partidos miembros de este grupo hicieron un llamamiento en enero de 2004 a los partidos de izquierdas a fundar un partido político europeo. Finalmente, el Partido de la Izquierda Europea se funda los días 8 y 9 de mayo de 2004 en Roma.
En 2009 representaba a 17 partidos políticos de 12 Estados miembros. Con 35 eurodiputados, el grupo confederado GUE-NGL era el sexto grupo en número de escaños, después del Partido Popular Europeo - Demócratas Europeos (265), el Alianza Progresista de Socialistas y Demócratas (185), Alianza de los Demócratas y Liberales por Europa (84), Los Verdes / Alianza Libre Europea (55) y el Grupo de Conservadores y Reformistas Europeos (54) en el Parlamento Europeo.

## Composición
Su composición en la décima legislatura del Parlamento Europeo es la siguiente:
| Total | Total                                                | Partido político europeo                            | Partido político europeo                                                                               | Partido miembro                                                                | Partido miembro                            | Diputados         | Diputados            | Diputados            |
| Total | Total                                                | Partido político europeo                            | Partido político europeo                                                                               | Partido miembro                                                                | Partido miembro                            | Respecto al grupo | Respecto a su estado | Respecto a su estado |
| ----- | ---------------------------------------------------- | --------------------------------------------------- | --- | ------------------------------------------------------------------------------ | ------------------------------------------ | ----------------- | -------------------- | -------------------- |
|       | La Izquierda en el Parlamento Europeo GUE/NGL 46/720 |                                                     | ELA 18/46                                                                                              |                                                                                | Francia Insumisa La France Insoumise (LFI) | 9/46              | 9/81                 | Francia              |
|       | La Izquierda en el Parlamento Europeo GUE/NGL 46/720 | Alianza de la Izquierda Vasemmistoliitto (V)        | ELA 18/46                                                                                              | 3/46                                                                           | 3/15                                       | Finlandia         |                      |                      |
|       | La Izquierda en el Parlamento Europeo GUE/NGL 46/720 | Partido de la Izquierda Vänsterpartiet (V)          | ELA 18/46                                                                                              | 2/46                                                                           | 2/21                                       | Suecia            |                      |                      |
|       | La Izquierda en el Parlamento Europeo GUE/NGL 46/720 | Podemos (P)                                         | ELA 18/46                                                                                              | 2/46                                                                           | 2/61                                       | España            |                      |                      |
|       | La Izquierda en el Parlamento Europeo GUE/NGL 46/720 | Alianza Roji-Verde Enhedslisten–De Rød-Grønne (ERG) | ELA 18/46                                                                                              | 1/46                                                                           | 1/15                                       | Dinamarca         |                      |                      |
|       | La Izquierda en el Parlamento Europeo GUE/NGL 46/720 | Bloque de Izquierda Bloco de Esquerda (BE)          | ELA 18/46                                                                                              | 1/46                                                                           | 1/21                                       | Portugal          |                      |                      |
|       | La Izquierda en el Parlamento Europeo GUE/NGL 46/720 | PEL 6/46                                            | | Coalición de la Izquierda Radical Συνασπισμός Ριζοσπαστικής Αριστεράς (ΣΥΡΙΖΑ) | 4/46                                       | 4/21              | Grecia               |                      |
|       | La Izquierda en el Parlamento Europeo GUE/NGL 46/720 | PEL 6/46                                            | La Izquierda Die Linke (LINKE)                                                                         | 2/46                                                                           | 2/96                                       | Alemania          |                      |                      |
|       | La Izquierda en el Parlamento Europeo GUE/NGL 46/720 | Ninguno 22/46                                       | | Movimiento 5 Estrellas Movimento 5 Stelle (M5S)                                | 8/46                                       | 8/76              | Italia               |                      |
|       | La Izquierda en el Parlamento Europeo GUE/NGL 46/720 | Ninguno 22/46                                       | Izquierda Italiana Sinistra Italiana (SI)                                                              | 2/46                                                                           | 2/76                                       | Italia            |                      |                      |
|       | La Izquierda en el Parlamento Europeo GUE/NGL 46/720 | Ninguno 22/46                                       | Partido del Trabajo de Bélgica Parti du Travail de Belgique-Partij van de Arbeid van België (PTB-PvdA) | 2/46                                                                           | 2/22                                       | Bélgica           |                      |                      |
|       | La Izquierda en el Parlamento Europeo GUE/NGL 46/720 | Ninguno 22/46                                       | Nosotros Mismos Sinn Féin (SF)                                                                         | 2/46                                                                           | 2/14                                       | Irlanda           |                      |                      |
|       | La Izquierda en el Parlamento Europeo GUE/NGL 46/720 | Ninguno 22/46                                       | Movimiento Sumar (SMR)                                                                                 | 1/46                                                                           | 1/61                                       | España            |                      |                      |
|       | La Izquierda en el Parlamento Europeo GUE/NGL 46/720 | Ninguno 22/46                                       | Partido Comunista Portugués Partido Comunista Português (PCP)                                          | 1/46                                                                           | 1/21                                       | Portugal          |                      |                      |
|       | La Izquierda en el Parlamento Europeo GUE/NGL 46/720 | Ninguno 22/46                                       | Partido por los Animales Partij voor de Dieren (PvdD)                                                  | 1/46                                                                           | 1/31                                       | Países Bajos      |                      |                      |
|       | La Izquierda en el Parlamento Europeo GUE/NGL 46/720 | Ninguno 22/46                                       | Partido Progresista del Pueblo Obrero Ανορθωτικό Κόμμα Εργαζόμενου Λαού (ΑΚΕΛ)                         | 1/46                                                                           | 1/6                                        | Chipre            |                      |                      |
|       | La Izquierda en el Parlamento Europeo GUE/NGL 46/720 | Ninguno 22/46                                       | Partido Ser Humano, Medio Ambiente y Protección de los Animales Partei Mensch Umwelt Tierschutz (PMUT) | 1/46                                                                           | 1/96                                       | Alemania          |                      |                      |
|       | La Izquierda en el Parlamento Europeo GUE/NGL 46/720 | Ninguno 22/46                                       | Reunir Euskal Herria Euskal Herria Bildu (EHB)                                                         | 1/46                                                                           | 1/61                                       | España            |                      |                      |
|       | La Izquierda en el Parlamento Europeo GUE/NGL 46/720 | Ninguno 22/46                                       | Independientes                                                                                         | 2/46                                                                           | 1/96                                       | Alemania          |                      |                      |
| 1/14  | La Izquierda en el Parlamento Europeo GUE/NGL 46/720 | Ninguno 22/46                                       | Independientes                                                                                         | 2/46                                                                           | Irlanda                                    |                   |                      |                      |

## Legislaturas pasadas

### IX legislatura
| País            | Partido                                                         | Principal Ideología     | Coalición                      |
| --------------- | --------------------------------------------------------------- | ----------------------- | ------------------------------ |
| Alemania        | Die Linke                                                       | Socialismo democrático  |                                |
| Alemania        | Stefan Eck (independiente)                                      |                         |                                |
| Chipre          | Partido Progresista del Pueblo Obrero                           | Ecosocialismo           |                                |
| Dinamarca       | Movimiento Popular contra la UE                                 |                         |                                |
| España          | Podemos                                                         | Socialismo democrático  |                                |
| España          | Movimiento Sumar, Izquierda Unida, Compromís, Catalunya en Comú | Progresismo             | Sumar                          |
| España          | Partido Comunista de España                                     | Eurocomunismo           | Sumar                          |
| España          | Euskal Herria Bildu                                             | Izquierda abertzale     | Ahora Repúblicas               |
| Finlandia       | Alianza de la Izquierda                                         | Socialismo              |                                |
| Francia         | Frente de Izquierda                                             | Socialismo              |                                |
| Francia         | Partido Comunista Francés                                       | Marxismo-leninismo      | Francia Insumisa               |
| Francia         | Partido de Izquierda                                            | Euroescepticismo        | Francia Insumisa               |
| Francia         | Union pour les Outre-Mer                                        |                         |                                |
| Grecia          | Sofía Sakorafa (independiente)                                  |                         |                                |
| Grecia          | SYRIZA                                                          | Socialismo              |                                |
| Italia          | La Otra Europa con Tsipras                                      | Socialismo              |                                |
| Italia          | Izquierda Italiana                                              | Socialismo              | Libres e Iguales               |
| Italia          | Partido de la Refundación Comunista                             | Marxismo-leninismo      | Poder al Pueblo                |
| Italia          | Barbara Spinelli (independiente)                                |                         |                                |
| Irlanda         | Luke ‘Ming’ Flanagan (independiente)                            |                         |                                |
| Irlanda         | Sinn Féin                                                       | Republicanismo irlandés |                                |
| Países Bajos    | Partido por los Animales                                        | Animalismo              |                                |
| Países Bajos    | Partido Socialista                                              | Socialismo              |                                |
| Portugal        | Bloque de Izquierda                                             | Anticapitalismo         |                                |
| Portugal        | Coalición Democrática Unitaria                                  | Marxismo-leninismo      |                                |
| Portugal        | Partido Comunista Portugués                                     | Marxismo-leninismo      | Coalición Democrática Unitaria |
| República Checa | Partido Comunista de Bohemia y Moravia                          | Marxismo-leninismo      |                                |
| Suecia          | Partido de la Izquierda                                         | Socialismo              |                                |

En 2019 el candidato de la Izquierda Unida Europea a presidir la Comisión Europea fue Nico Cué.

### VIII legislatura
Tras las elecciones al Parlamento Europeo de 2014 el grupo quedó conformado por los siguientes partidos y eurodiputados:
| País                          | Candidatura                                | Partido político                           | Eurodiputados                          | Nombre                                                                                                 |
| ----------------------------- | ------------------------------------------ | ------------------------------------------ | -------------------------------------- | --- |
| Chipre                        | Partido Progresista del Pueblo Obrero      | Partido Progresista del Pueblo Obrero      | 2                                      | Takis Chatzigeorgiou Neoklis Silikiotis                                                                |
| Dinamarca                     | Movimiento Popular contra la UE            | Movimiento Popular contra la UE            | 1                                      | Rina Ronja Kari                                                                                        |
| España                        | La Izquierda Plural                        | Izquierda Unida                            | 4                                      | Javier Couso Paloma López Marina Albiol Ángela Rosa Vallina                                            |
| España                        | La Izquierda Plural                        | Anova                                      | 1                                      | Lidia Senra                                                                                            |
| España                        | Podemos                                    | Podemos                                    | 5                                      | Lola Sánchez Miguel Urban Estefanía Torres Martínez Xavier Benito Esperanza Jubera                     |
| España                        | Los Pueblos Deciden                        | EH Bildu                                   | 1                                      | Josu Juaristi                                                                                          |
| Finlandia                     | Alianza de la Izquierda                    | Alianza de la Izquierda                    | 1                                      | Merja Kyllönen                                                                                         |
| Francia                       | Frente de Izquierda                        | Partido Comunista Francés                  | 2                                      | Marie-Christine Vergiat Patrick Le Hyaric                                                              |
| Francia                       | Frente de Izquierda                        | Partido de Izquierda                       | 1                                      | Jean-Luc Mélenchon                                                                                     |
| Francia                       | Frente de Izquierda                        | Partido Comunista de Reunión               | 1                                      | Younous Omarjee                                                                                        |
| Alemania                      | Die Linke                                  | Die Linke                                  | 7                                      | Gabriele Zimmer Cornelia Ernst Thomas Händel Sabine Lösing Martina Michels Helmut Scholz Fabio De Masi |
| Alemania                      | Independientes                             | Independientes                             | 1                                      | Stephan Eck (electo por el Tierschutzpartei).                                                          |
| Grecia                        | Coalición de la Izquierda Radical (SYRIZA) | Coalición de la Izquierda Radical (SYRIZA) | 4                                      | Stelios Kouloglou Dimitris Papadimoulis Konstantina Kouneva Kostas Chrisogonos                         |
| Grecia                        | Unidad Popular (LAE)                       | Unidad Popular (LAE)                       | 1                                      | Nikolaos Chountis                                                                                      |
| Grecia                        | Independientes                             | Independientes                             | 1                                      | Sofia Sakorafa (electa por SYRIZA).                                                                    |
| Irlanda                       |                                            |                                            |                                        | |
| Sinn Féin                     | Sinn Féin                                  | 3                                          | Lynn Boylan Matt Carthy Liadh Ní Riada | |
| Plataforma anti Unión Europea | Plataforma anti Unión Europea              | 1                                          | Luke 'Ming' Flanagan                   | |
| Italia                        | La Otra Europa con Tsipras                 | La Otra Europa con Tsipras                 | 2                                      | Eleonora Forenza Curzio Maltese                                                                        |
| Italia                        | Independientes                             | Independientes                             | 1                                      | Barbara Spinelli (electa por La Otra Europa con Tsipras).                                              |
| Países Bajos                  | Partido Socialista                         | Partido Socialista                         | 2                                      | Dennis de Jong Anne-Marie Mineur                                                                       |
| Países Bajos                  | Partido por los Animales                   | Partido por los Animales                   | 1                                      | Anja Hazekamp                                                                                          |
| Portugal                      | Bloco de Esquerda                          | Bloco de Esquerda                          | 1                                      | Marisa Matias                                                                                          |
| Portugal                      | Coalición Democrática Unitaria             | Partido Comunista Portugués                | 3                                      | João Ferreira Inês Zuber Miguel Viegas                                                                 |
| Reino Unido                   | Sinn Féin                                  | Sinn Féin                                  | 1                                      | Martina Anderson                                                                                       |
| República Checa               | Partido Comunista de Bohemia y Moravia     | Partido Comunista de Bohemia y Moravia     | 3                                      | Katerina Konecná Jirí Maštálka Miloslav Ransdorf                                                       |
| Suecia                        | Partido de la Izquierda                    | Partido de la Izquierda                    | 1                                      | Malin Björk                                                                                            |

El Grupo de la Izquierda Unitaria Europea propuso a Pablo Iglesias (Podemos) como su candidato para presidir el Parlamento Europeo en la legislatura 2014-2019, si bien el acuerdo entre populares y socialistas hizo que el candidato de este último grupo, Martin Schulz se convierta en el presidente de la Eurocámara.

## VII legislatura
Después de las elecciones al Parlamento Europeo de 2009 y hasta 2014 estuvo formado por los siguientes partidos y eurodiputados:
| País            | Candidatura                             | Partido político                        | Eurodiputados | Nombre |
| --------------- | --------------------------------------- | --------------------------------------- | ------------- | --- |
| Chipre          | Partido Progresista del Pueblo Obrero²  | Partido Progresista del Pueblo Obrero²  | 2             | Takis Hadjigeorgiou Kyriacos Triantaphyllides                                                                  |
| República Checa | Partido Comunista de Bohemia y Moravia² | Partido Comunista de Bohemia y Moravia² | 4             | Jaromír Kohlíček Jiří Maštálka Miloslav Ransdorf Vladimír Remek                                                |
| Dinamarca       | Movimiento Popular contra la UE         | Alianza Roji-Verde²                     | 1             | Søren Søndergaard                                                                                              |
| Francia         | Frente de Izquierda                     | Partido Comunista Francés1              | 2             | Jacky Hénin Patrick Le Hyaric                                                                                  |
| Francia         | Frente de Izquierda                     | Partido de Izquierda1                   | 1             | Jean-Luc Mélenchon                                                                                             |
| Francia         | Frente de Izquierda                     | Partido Comunista de Reunion            | 1             | Élie Hoarau |
| Francia         | Frente de Izquierda                     | Independiente                           | 1             | Marie-Christine Vergiat                                                                                        |
| Alemania        | Die Linke1                              | Die Linke1                              | 8             | Lothar Bisky Cornelia Ernst Thomas Händel Jürgen Klute Sabine Lösing Helmut Scholz Sabine Wils Gabriele Zimmer |
| Grecia          | Partido Comunista de Grecia             | Partido Comunista de Grecia             | 2             | Charalampos Angourakis Giorgos Toussas                                                                         |
| Grecia          | Coalición de la Izquierda Radical       | Synaspismós1                            | 1             | Nikolaos Chountis                                                                                              |
| Irlanda         | Partido Socialista                      | Partido Socialista                      | 1             | Joe Higgins |
| Irlanda         | Sinn Féin                               | Sinn Féin                               | 1             | Bairbre de Brún                                                                                                |
| Letonia         | Harmony Centre                          | Partido Socialista de Letonia           | 1             | Alfrēds Rubiks                                                                                                 |
| Países Bajos    | Partido Socialista                      | Partido Socialista                      | 2             | Dennis de Jong Kartika Liotard                                                                                 |
| Portugal        | Bloco de Esquerda1                      | Bloco de Esquerda1                      | 3             | Marisa Matias Miguel Portas Rui Tavares                                                                        |
| Portugal        | Coalición Democrática Unitaria          | Partido Comunista Portugués             | 2             | João Ferreira Ilda Figueiredo                                                                                  |
| España          | La Izquierda                            | Izquierda Unida1                        | 1             | Willy Meyer Pleite                                                                                             |
| Suecia          | Partido de la Izquierda³                | Partido de la Izquierda³                | 1             | Eva-Britt Svensson                                                                                             |

Notas
- 1 - Partido miembro del Partido de la Izquierda Europea (PIE).
- ² - Partido observador del PIE.
- ³ - Partido miembro de Izquierda Verde Nórdica.

## Número de diputados en el Parlamento Europeo
| Elecciones | N.º Diputados | +/– |
| ---------- | ------------- | --- |
| 1995       | 34/567        |     |
| 1999       | 42/626        | 8   |
| 2004       | 41/732        | 1   |
| 2009       | 35/766        | 6   |
| 2014       | 52/751        | 17  |
| 2019       | 41/751        | 11  |
| 2024       | 46/720        | 5   |

## Presidentes del grupo
| Mandato    | Presidente                      | País              | Partido                         |
| ---------- | ------------------------------- | ----------------- | ------------------------------- |
| 1995-1999  | Alonso José Puerta              | España            | Izquierda Unida                 |
| 1999-2009  | Francis Wurtz                   | Francia           | Partido Comunista Francés       |
| 2009-2012  | Lothar Bisky                    | Alemania          | Die Linke                       |
| 2012-2019  | Gabriele Zimmer                 | Alemania          | Die Linke                       |
| 2019-Ahora | Martin Schirdewan y Manon Aubry | Alemania/ Francia | Die Linke y la Francia Insumisa |